# Филип фон Рехберг
Филип фон Рехберг (на немски: Philipp von Rechberg; † 26 май 1587 във Виена) от благородническия швабски род Рехберг е господар в Келмюнц в Швабия и от 1577 г. имперски фрайхер.
Той е най-малкият син на Георг III фон Рехберг († 23 август 1574), господар на Кронбург, и съпругата му Катарина фон Бубенхофен († сл. 1533), дъщеря на Йохан Маркс фон Бубенхофен и Магдалена фон Ехинген.
Филип фон Рехберг е издигнат във Виена на 18 октомври 1577 г. на имперски фрайхер фон Рехберг заедно с братята му Ернст († 1604), императорски и баварски съветник и кемерер, господар на Кронбург (1574), Вайсенщайн и Келмюнц, и Хауг фон Рехберг († 1595), господар на Вайсенщайн, императорски съветник, но те нямат деца.

## Фамилия
Филип фон Рехберг се жени на 23 ноември 1579 г. в Аугсбург за фрайин Анна Мария Фугер фон Кирхберг и Вайсенхорн (* 5 април 1563; † 4 юни 1592), внучка на банкера граф Антон Фугер (1493 – 1560), дъщеря на търговеца граф Йохан Фугер фон Кирхберг-Вайсенхорн (1531 – 1598) и фрайин Елизабет Нотхафт фон Вайсенщайн († 1582). Бракът е бездетен.
Вдовицата му Анна Мария Фугер фон Кирхберг и Вайсенхорн се омъжва втори път на 11 юли 1588 г. за фрайхер Конрад XI фон Бемелберг († 1618). Тя умира на 29 години.